# Demokratická strana (2006)
Demokratická strana (zkratka DS) je středopravicová politická strana na Slovensku. Ideově navazuje na odkaz Demokratické strany z období let 1944–1948. Předsedou strany je Stanislav Rajnoha.

## Historie
V parlamentních volbách v roce 2023 členové strany kandidovali na kandidátkách strany Maďarské fórum, která získala 0,11 % hlasů.
V prezidentských volbách v roce 2024 strana podporovala diplomata a bývalého ministra zahraničních věcí Ivana Korčoka.